# Уали, Берик
Берик Уали (до 2003 года Берик Уалиевич Курмангали, каз. Берік Уәли, родился 4 января 1977 года, село Ойшилик, Аксуатский район, Семипалатинская область) — казахстанский государственный деятель. Советник и пресс-секретарь Президента Республики Казахстан (2023—2025). Аким Абайской области (с 17 февраля 2025).

## Образование
Происходит из рода Төртуыл племени найман
Окончил Казахский государственный институт театра и кино имени Т.Жургенова по специальности «Киноведение» (1997), Казахский национальный университет имени аль-Фараби по специальности «Журналистика» (магистратура, 2005), Казахский гуманитарно-юридический инновационный университет по специальности «Правоведение» (2014).

## Трудовая биография
Трудовую деятельность начал в 1997 году репортером информационной программы «Новости Алматы» телекомпании «Таң».
1998—1999 гг. — выпускающий редактор информационной программы «Новости» телеканала «НТК».
2000—2007 гг. — главный редактор информационной программы новостей «Информбюро» телерадиокомпании «31 Канал», автор-ведущий программы «Еркін сөз», главный редактор-ведущий политического ток-шоу «Дода».
2007—2012 гг. — корреспондент службы новостей дирекции информационных программ АО "Агентство «Хабар», ведущий информационно-аналитической программы «Бетпе-бет».
2009—2012 гг. — руководитель антикоррупционного медиацентра ТОО «Нұр-Медиа» при партии «Нур Отан».
2012—2015 гг. — руководитель пресс-службы — заместитель руководителя аппарата акима Южно-Казахстанской области; руководитель Управления внутренней политики и по делам религии.
2015—2016 гг. — советник первого заместителя Председателя партии «Нур Отан».
2016—2018 гг. — советник министра по инвестициям и развитию Республики Казахстан, директор департамента информационного обеспечения.
2017—2018 гг. — ведущий общественно-политического ток-шоу «1-студия» национального телеканала «Қазақстан».
2018—2019 гг. — руководитель Управления внутренней политики Жамбылской области.
2019—2022 гг. — пресс-секретарь Президента Республики Казахстан.
2022—2023 гг. — председатель Правления АО "Агентство «Хабар».
12 сентября 2023 года распоряжением Главы государства назначен советником Президента Республики Казахстан — Пресс-секретарем Президента.
С 17 февраля 2025 года — аким Абайской области.

## Награды
В 2011 году стал лауреатом Государственной молодежной премии «Дарын». Награжден орденами «Парасат» (2024), «Құрмет» (2019), Благодарностью Президента РК (2021), нагрудным знаком Администрации Президента «Мінсіз қызметі үшін» (2022) и 5 юбилейными медалями.